# Tylototriton sini
Tylototriton sini — вид хвостатих земноводних родини саламандрових (Salamandridae). Описаний у 2021 році.

## Назва
Видова назва sini відноситься до китайського біолога професора Шу-Чжи Сіня (1894—1977). Під час своєї роботи в Університеті Сунь Ятсена він організував повторні біологічні дослідження на півдні Китаю, активно сприяючи розвитку зоологічних і ботанічних досліджень у цей регіон.

## Поширення
Ендемік Китаю. Відомий лише з типового місцезнаходження — гори Мунькай та сусідньої гори Ехуанчжан в горах Юнькай на заході провінції Гуандун.

## Опис
Тіло завдовжки 118—124 мм у самців, 144 мм у самиць. Забарвлення темно-коричневе. Черево, пальці ніг та горбини на боках тіла помаранчеві.